# Yachtclub
Ein Yachtclub (auch Yacht Club oder Yacht-Club) ist ein Sportverein, der sich auf Segeln oder Motorbootfahren spezialisiert hat. Die meisten Yachtclubs haben einen eigenen Hafen oder sind in einem größeren Hafen beheimatet. Kleinere Vereine verfügen teils auch nur über eine Wiese an Land, auf der beispielsweise Jollen abgestellt werden, die über eine Slipanlage ins Wasser gelassen werden. Yachtclubs pflegen oft eine lange Tradition. Sie haben meist eine Abkürzung für ihren Namen (wie KYC für den Kieler Yacht-Club) und einen eigenen Stander. Yachtclubs veranstalten auch Regatten und andere sportliche oder soziale Events. Die meisten deutschen Yachtclubs sind im Deutschen Segler-Verband oder Deutschen Motoryachtverband zusammengeschlossen.
Vereine mit gleichen wassersportlichen Zielen werden aber auch als Segelvereine, Segelclubs oder Wassersportvereine bezeichnet.
Als erster Yachtclub wird landläufig der Neva Yacht Club gehandelt. Er wurde 1718 in Sankt Petersburg in Russland gegründet. Der älteste Yachtclub in Deutschland ist der Segelclub Rhe, gegründet 1855, der heute seinen Sitz in Hamburg hat.

## Liste bekannter Yachtclubs

### Europa

#### Deutschland
- Akademischer Yachtclub (AYC) an der RWTH Aachen
- Berliner Yacht-Club (BYC), Berlin (gilt als drittältester deutscher Segelverein)
- Blankeneser Segel-Club (BSC), Hamburg
- Bremer Yacht Club (BYC), Bremen
- Chiemsee Yacht Club, Prien am Chiemsee, 1913 gegründet
- Düsseldorfer Yachtclub (DYC), Düsseldorf
- Flensburger Segel-Club (FSC), Glücksburg
- Grömitzer Segel-Club (GSC), Grömitz
- Kieler Yacht-Club (KYC, ehemals Kaiserlicher Yacht Club Kiel), Kiel
- Lübecker Yacht-Club (LYC), Lübeck
- Norddeutscher Regatta Verein (NRV), Hamburg
- Rostocker Yachtclub (ROYC), Rostock, 1905 gegründet[1]
- Schweriner Segler-Verein von 1894 (SSV), Schwerin
- Schweriner Yacht-Club (SYC), Schwerin
- Segler-Club Hansa von 1898 (SCH), Lübeck
- Segel-Club Münster (SCM), Münster
- Segel-Club Oberhavel (SCOH), Berlin
- Segelclub Rhe (RHE), 1855 in Königsberg gegründet, seit 1946 in Hamburg (ältester deutscher Yachtclub)
- Segelkameradschaft „Das Wappen von Bremen“ (SKWB), Bremen
- Seglervereinigung Reiherstieg von 1926 (SVR), Hamburg
- Segelverein „Weser“ von 1884 (SVW), Bremen
- Verein Seglerhaus am Wannsee (VSaW), Berlin, 1867 gegründet (zweitältester deutscher Yachtclub)
- Warnemünder Segelclub (WSC), Warnemünde
- Wassersport-Verein 1921  (WSV 1921), Berlin
- Wassersportverein Fleckeby (WSF)
- Weser Yacht Club Bremerhaven (WYC), Bremerhaven
- Württembergischer Yacht-Club (WYC), Friedrichshafen am Bodensee
- Hamburgischer Verein Seefahrt (HVS), Hamburg
- Yacht-Club Nürnberg (YCN)
- Stettiner Yacht Club von 1877 (StYC), Lübeck

#### Österreich
- Burgenländischer Yacht-Club (BYC), Rust am Neusiedler See
- Segelclub Rust (SCR), Rust am Neusiedler See
- Segelclub Union Tulln (SCUT), Tulln – Donau (Stromkilometer 1963–1967)
- Sportunion Yachtclub Seewind (SU-YCS), Wien – Alte Donau
- Union-Yacht-Club Attersee (UYCAs), Attersee, Ortsteil Aufham – Attersee
- Union-Yacht-Club Neusiedlersee (UYCNs), Neusiedl am See – Neusiedler See
- Union Yacht Club Wörthersee (UYCWö), Maria Wörth, Ortsteil Unterdellach – Wörthersee
- Union Yacht Club Wolfgangsee (UYCWg), Sankt Gilgen am Wolfgangsee
- Wiener Yachtclub (WYC), Wien – Alte Donau
- Yacht Club Austria (YCA), Linz
- Yacht Club Podersdorf (YCP), Podersdorf am See – Neusiedler See
- Yacht Club Langenrohr (YCL), Langenrohr – Adria

#### Schweiz
- Cercle de la voile de Neuchâtel (CVN)
- Cruising Club der Schweiz (CCS)
- Société Nautique de Genève, Yachtclub Genf, siehe auch: Alinghi
- Segelclub Murten
- Yacht Club Bielersee (YCB)
- Yacht Club Schaffhausen
- Zürcher Yachtclub
- Zürcher Segelclub (ZSC)

#### Italien
- Circolo Vela Gargnano
- Reale Yacht Club Canottieri Savoia Napoli
- Yacht Club Italiano Genova
- Circolo del Remo e della Vela Italia
- Club Nautico di Roma
- Compagnia della Vela Venezia
- Società delle regate Belgirate
- Yacht Club Costa Smeralda
- Yacht Club Punta Ala
- Yacht Club Adriaco Trieste
- Yacht Club Porto Santo Stefano

#### Frankreich
- Club Nautique Nice
- Société des Régates du Havre
- Société Nautique de Marseille
- Yacht Club de Cannes
- Yacht Club de France

#### Großbritannien
- Island Sailing Club (ISC), Isle of Wight
- Royal Thames Yacht Club (RTYC), London
- Royal Yacht Squadron (RYS), Isle of Wight
- Royal Ocean Racing Club (RORC), London
- Royal Corinthian Yacht Club (RCYC), Burnham-on-Crouch
- Royal Cornwall Yacht Club (RCYC), Falmouth
- Royal Northern & Clyde Yacht Club (RNCYC), Rhu, Argyll and Bute, Schottland
- Royal Ocean Racing Club (ROYC), London
- Royal Southampton Yacht Club (RSYC), Beaulieu, Hampshire
- Royal Southern Yacht Club, (RSYC), Hamble, Hampshire
- Ullswater Yacht Club

#### Spanien
- Monte Real Club de Yates
- Real Club Astur de Regatas
- Real Club Marítimo de Barcelona
- Real Club Marítimo de Santander
- Real Club Mediterráneo
- Real Club Náutico de Barcelona
- Real Club Náutico de Palma
- Real Club Náutico de Tarragona
- Real Club Náutico de Valencia

#### Sonstiges Europa
- Aarhus Sejlklub (ASK), Aarhus, Dänemark
- Aarhus Sejlklub (HS), Hellerup, Dänemark
- Kongelig Dansk Yachtklub (KDY), Kopenhagen, Dänemark
- Kungliga Svenska Segelsällskapet (KSSS), Stockholm, Schweden
- Kongelig Norsk Seilforening (KNS), Oslo, Norwegen
- National Yacht Club, Dunlaoghaire, Ireland
- Royal Cork Yacht Club, Cork, Irland – ältester Yachtclub der Welt
- Yachtclub St. Petersburg (seit 1860, ehemaliger Yachtclub des russischen Zaren)

### Afrika
- Royal Cape Yacht Club, Kapstadt, Südafrika

### Amerika

#### Kanada
- Royal Canadian Yacht Club, Toronto
- Royal St. Lawrence Yacht Club, Dorval (Québec)
- Royal Vancouver Yacht Club

#### USA
- Cruising Club of America (CCA), diverse Standorte
- New York Yacht Club, New York und Newport (Rhode Island)
- San Diego Yacht Club, Gastgeber des 27., 28. und 29. America’s Cup
- Southern Yacht Club, New Orleans
- Yale Corinthian Yacht Club der Yale University

### Asien
- Karachi Yacht Club, Karatschi, Pakistan
- Royal Bombay Yacht Club, Mumbai, Indien
- Royal Hong Kong Yacht Club, Hongkong
- Royal Singapore Yacht Club, Singapur

### Australien und Ozeanien

#### Australien
- Manly Yacht Club (MYC), Sydney
- Royal Sydney Yacht Squadron (RSYS), Sydney

#### Neuseeland
- Royal New Zealand Yacht Squadron (RNZYS), Auckland